# ليندا ليندسي
ليندا ليندسي (27 يناير 1959 بويلينغتون في نيوزيلندا - ) (بالإنجليزية: Linda Lindsay)‏ هي لاعبة كريكت نيوزلندية. شاركت مع منتخب نيوزيلندا الوطني للكريكت.

## وصلات خارجية
- ليندا ليندسي على موقع إي آس بي آن كريك إنفو (الإنجليزية)